# Шордахна
Шордахна (азерб. Şordəhnə) — село в Гюльбендинском административно-территориальном округе Агдашского района Азербайджана.

## Этимология
Название села происходит от слов «шор» (с азерб. — «озеро») и «дахна» (с азерб. — «воронкообразное устье реки»), а обозначает «озеро, в которое втекает река».
5 октября 1999 года указом Президента Азербайджана название села Шордахна Первая изменено на Шордахна.

## История
Село Шор-Дегне в 1913 году согласно административно-территориальному делению Елизаветпольской губернии относилось к Тойфугинскому сельскому обществу Арешского уезда.
В 1926 году согласно административно-территориальному делению Азербайджанской ССР село относилось к дайре Ляки Геокчайского уезда.
После реформы административного деления и упразднения уездов в 1929 году был образован Касильский сельсовет в Агдашском районе Азербайджанской ССР.
Согласно административному делению 1961 года село Шордахна входило в Касильский сельсовет Агдашского района Азербайджанской ССР, но уже к 1977 году было переподчинено Гюльбендинскому сельсовету.
В 1999 году в Азербайджане была проведена административная реформа и внутри Шордахнинского административно-территориального округа был учрежден Шордахнинский муниципалитет Агдашского района. В 2014 году Шордахнинский муниципалитет был упразднен, а село вошло в состав Гюльбендинского муниципалитета.

## География
Шордахна расположена на берегу канала Казыкумлакарх.
Село находится в 3,5 км от центра муниципалитета Гюльбенда, в 9 км от райцентра Агдаш и в 239 км от Баку. Ближайшая железнодорожная станция — Ляки.
Вблизи села находится пик Высокий (1324 м). Село находится на высоте 35 метров над уровнем моря.

## Население
| Численность населения | Численность населения | Численность населения |
| 1886                  | 1989                  | 2009                  |
| --------------------- | --------------------- | --------------------- |
| 322                   | ↗850                  | ↗1009                 |

В 1886 году в селе проживало 322 человека, все — азербайджанцы, по вероисповеданию — мусульмане-сунниты.
Население преимущественно занимается сельским хозяйством, особенно выращиванием риса.

## Климат
| Показатель                                                                                    | Янв. | Фев. | Март | Апр. | Май  | Июнь | Июль | Авг. | Сен. | Окт. | Нояб. | Дек. | Год  |
| --------------------------------------------------------------------------------------------- | ---- | ---- | ---- | ---- | ---- | ---- | ---- | ---- | ---- | ---- | ----- | ---- | ---- |
| Средний суточный максимум, °C                                                                 | 7,0  | 8,3  | 12,5 | 20,5 | 25,5 | 29,9 | 33,4 | 32,3 | 28   | 21,1 | 14,2  | 9,1  | 20,1 |
| Средняя температура, °C                                                                       | 3,0  | 4,3  | 8    | 14,7 | 19,6 | 23,9 | 27,1 | 26,1 | 22,2 | 16   | 10    | 5,1  | 15,0 |
| Средний суточный минимум, °C                                                                  | −0,9 | 0,3  | 3,6  | 8,9  | 13,7 | 18   | 20,9 | 19,9 | 16,4 | 10,9 | 5,9   | 1,2  | 9,9  |
| Норма осадков, мм                                                                             | 25   | 30   | 34   | 42   | 56   | 41   | 22   | 25   | 27   | 54   | 33    | 27   | 416  |
| Источник: https://en.climate-data.org/asia/azerbaijan/agdas-rayonu/sord%C9%99hn%C9%99-955027/ |      |      |      |      |      |      |      |      |      |      |       |      |      |

Среднегодовая температура воздуха в селе составляет +15,0 °C. В селе семиаридный климат.

## Инфраструктура
В советское время близ села располагалась молочно-товарная ферма.
В селе расположены почтовое отделение, медпункт, средняя школа, мечеть, библиотека.